# Paquito D'Rivera
Francisco de Jesús Rivera Figueras (Havana, 4 de junho de 1949), mais conhecido como Paquito D'Rivera, é um saxofonista, clarinetista e compositor cubano-americano. Integrou a banda cubana de songo, Irakere, e desde a década de 1980, consolidou-se como líder de banda nos Estados Unidos. Seu tom suave de saxofone e sua frequente combinação de jazz latino e música clássica tornaram-se sua marca registrada.

## Início da vida
Francisco nasceu em 4 de junho de 1948 em Havana, Cuba. Seu pai tocava saxofone clássico, divertia o filho com discos de Duke Ellington e Benny Goodman e vendia instrumentos musicais. Ele levou D'Rivera a clubes como o Tropicana (frequentado por seus amigos músicos e clientes) e a concertos de bandas e orquestras.
Paquito foi uma criança prodígio. Aos cinco anos de idade, começou seus estudos musicais com seu pai, que era um conhecido saxofonista e maestro em Cuba. D'Rivera já tocava com a Cuban National Symphony Orchestra quando jovem. Já endorsava a famosa e tradicional fabricante de saxofones Selmer Company aos 7 anos de idade.[carece de fontes?]
Aos dez anos apresentou-se no Teatro Nacional em Havana e dois anos mais tarde entrou para o Conservatório de Música de Havana, onde estudaria composição, harmonia,  saxofone e clarineta. Formou com o pianista Chucho Valdés a Orquestra Cubana de Música Moderna da qual foi regente nos dois anos seguintes até deixar o grupo com mais oito integrantes para formar o Irakere.[carece de fontes?]
Em meados dos anos oitenta, insatisfeito com as restrições políticas de seu país, Paquito decidiu deixar sua terra natal e em 1981, em turnê pela Espanha, pediu asilo na embaixada americana, mudando-se então para Nova Iorque.[carece de fontes?]
Paquito fez suas primeiras aparições em palcos nova-iorquinos acompanhando o trumpetista Dizzy Gillespie.[carece de fontes?]
Em 1988, Paquito foi convidado a integrar o grupo de quinze músicos allstars sob o comando de Gillespie a United Nations Orchestra. Envolveu-se ainda em inúmeros projetos tanto como músico de jazz/cubano como de câmara, entre eles a Paquito D’Rivera Big Band e o Paquito D’Rivera Quintet, o trio de câmara Triangulo e a Caribbean Jazz Project.[carece de fontes?]
Paquito já se apresentou nos mais respeitados palcos do mundo como os do Japão, Europa e nas três américas e tocou com os maiores nomes da música internacional, entre eles, Arturo Sandoval, Cláudio Roditi, Carmen McRae, McCoy Tyner, Toots Thielemans, James Moody, Benny Carter e muitos outros e clarineta ele tambem toca muito clarinete.[carece de fontes?]

## Carreira
D'Rivera se apresentou em locais como Carnegie Hall e tocou com a Orquestra Sinfônica Nacional dos Estados Unidos, Orquestra Sinfônica de Londres, Orquestra Filarmônica de Londres, Orquestra Filarmônica da Flórida, Bronx Arts Ensemble, Orquestra Sinfônica de Porto Rico, Orquestra YOA das Américas, Sinfônica Nacional da Costa Rica, Filarmônica Juvenil Americana e Orquestra Sinfônica Simón Bolívar.
Ao longo de sua carreira nos Estados Unidos, os álbuns de D'Rivera receberam críticas da crítica e atingiram o topo das paradas de jazz. Seus álbuns mostraram uma progressão que demonstra suas extraordinárias habilidades no bebop, na música clássica e na música latina/caribenha. A experiência de D'Rivera transcende os gêneros musicais, pois ele é o único artista a ganhar prêmios Grammy nas categorias Jazz Clássico e Latino.
D'Rivera foi jurado do 5º e 8º Independent Music Awards anuais para apoiar artistas independentes.

### Quinteto Paquito D'Rivera
A banda de apoio de D'Rivera é formada pelo baixista peruano Oscar Stagnaro, pelo trompetista argentino Diego Urcola, pelo baterista americano Mark Walker e pelo pianista Alex Brown. Como um todo, eles são chamados de "Quinteto Paquito D'Rivera" e com esse nome receberam o Grammy Latino de Melhor Álbum de Jazz Latino pelo álbum Live at the Blue Note em 2001.

## Vida pessoal
D'Rivera reside em North Bergen, Nova Jérsei. Em 2001, D'Rivera comprou uma casa de estilo colonial por 750.000 dólares americanos, localizada no Boulevard East, com vista para o rio Hudson. Em setembro de 2023, ele colocou a casa à venda por 1,75 milhão de dólares americanos.

## Discografia
Os discos lançando pelo Paquito são:[carece de fontes?]
- 1978-79 Irakere Cbs Records Lp35655
- 1979 Havana Jam Lp Pc2/36053 (Incorretamente "P. Rivera" On Label)
- 1981 God Rest Ye Merry Jazzmen Cbs Records Lp37551 D’rivera Como Artista Convidado Em “God Rest Ye Merry Gentlemen”
- 1981 Paquito D’rivera Blowin' Cbs Records Fc37374
- 1982 Mariel Cbs Records Fc38177
- 1983 The Young Lions Elektra/Musicians 60*196 D’rivera Participa Como Artista Convidado
- 1983 Paquito D’rivera Live At The Keystone Korner Cbs Records Fc38899
- 1984 Paquito D’rivera Why Not! Cbs Records Fc39584
- 1985 Explosion Cbs Records Jz*20038
- 1987 Paquito D’rivera Manhattan Burn Cbs Records Fc40583
- 1988 Paquito D’rivera Celebration Cbs Records C44077
- 1989 If Only You Knew Victor Mendoza L&R Records Cdlr450*19 D’rivera Participa Como Artista Convidado
- 1989 Libre-Echange Free Trade/Gerald Danovitch Saxophone Quartet Cbc Jazzimage 2-0118
- 1989 Paquito D’rivera Tico Tico Chesky Records Jd34
- 1989 Return To Ipanema Town Crier Tcd516 (Relançado Por Town Crier Como Paquito D’rivera)
- 1989 Live At Royal Festival Hall Dizzy Gillespie & The United Nation Orchestra Enja Rz 79658 (Usa: Mesa/Blue Moon 79658) D’rivera Participa Como Artista Convidado
- 1990 Live At Birdland Claudio Roditi Candid 79515
- 1991 Reunion/Paquito D’rivera Featuring Arturo Sandoval Messidor Cd-15805-2 Relançado *2004 Pimienta Records 245 360 610-2
- 1991 Havana Cafe Chesky Records Jd60
- 1992 Paquito D’rivera Who's Smokin’?! Com James Moody Candid Ccd79523
- 1992 La Habana-Rio Conexión (The Havana-Rio Connection) Messidor 158*20-2
- 1993 Paquito D'rivera Presents 40 Years Of Cuban Jam Session Messidor 15826-2
- 1994 Paquito D’rivera & The United Nation Orchestra/A Night In Englewood Messidor 15829-2
- 1995 The Caribbean Jazz Project Artists: Paquito D’rivera/Dave Samuels/Andy Narell Heads Up International Hucd 3033/Humc 3033
- 1996 Messidor’s Finest Volume 1 Paquito D’rivera Messidor 15841-2 Compilação
- 1995 The Caribbean Jazz Project Artistas: Paquito D’rivera/Dave Samuels/Andy Narell Heads Up International Hucd 3033/Humc 3033
- 1996 First Take (Groovin’ High) Ed Cherry (France) A Division Of Polygram D’rivera Toca Em “Achango’s Dance”
- 1996 Messidor’s Finest Volume 1 Paquito D’rivera Messidor 15841-2 Compilação
- 1996 Portraits Of Cuba Paquito D’rivera Chesky Records Jd145
- 1997 Paquito D’rivera Chamber Music From The South Com A Participação De Pablo Zinger And Gustavo Tavares Gravado No Rio De Janeiro, Brasil Mix House Mh0002
- 1997 Pixinguinha 100 Años/Alfredo Da Rocha Vianna Filho Gravado Live At Centro Cultural Banco Do Brasil January, *1997 D’rivera Aparece Como Artista Convidado Em“Naquele Tempo” And “Um A Zero”
- 1997 Caribbean Jazz Project Island Stories/Paquito D’rivera/Dave Samuels/Andy Narell Heads Up Hucd3039
- 1997 Baksa For Winds Bronx Arts Ensemble D’rivera Performs “Alto Sax Sonata” Newport Classic Npd85624
- 1997 Paquito D’rivera & The United Nation Orchestra Live At Mcg Gravado Live At Manchester Craftsmen’s Guild, Pittsburgh, Pennsylvania, February 14, *1997 Jazz Mcg1003 (Blue Jackel)
- 1998 Paquito D’rivera 100 Years Of Latin Love Songs Heads Up International Ltd. Inak 30452
- 1998 Música De Dos Mundos/Music From Two Worlds Paquito D’rivera/Brenda Feliciano/Aldo Antognazzi Gravado December, *1998 In Argentina Acqua Records Aq 012
- 1999 Paquito D’rivera - Habanera Absolute Ensemble/Kristjan Jarvi Enja Records Enj-9395 2 Gravado September, *1999 At Clinton Studio, Participa Como Artista Convidado
- 1999 Paquito D’rivera Cubarama Termidor Musikverlag Gravado May, *1999 Compilação
- 1999 Paquito D’rivera Tropicana Nights/Un Paraíso Bajo Las Estrellas De Cuba Chesky Records Jd186 Gravado Em 20-21 De Abril De 1999
- 2000 Paquito D’rivera Quintet Live At The Blue Note Half Note Records 516*20 Gravado New York, 20 De Agosto De 1999
- 2001 Jazz Latino/A Collection Of Latin Inspirations Chesky Records Jd212 Participa Como Artista Convidado
- 2001 Turtle Island String Quartet/Danzon Koch International Classics Kic-Cd-7529 Participa Como Artista Convidado
- 2001 Mexico City Woodwind Quintet/Visiones Panamericanas Urtext Digital Classics Jb Cc051 Tocando A Sua Composição  “Wapango”
- 2002 Paquito D’rivera & The Wdr Band/Big Band Time Termidor Musikverlag & Timba Records 59773-2
- 2002 Historia Del Soldado (L’ Histoire Du Soldat) Dd&R Cb R014 Distribuido  Pela Karonte Impresión: A.G.S Isbn: 84-95561-15-8
- 2002 Paquito D’rivera/Brazilian Dreams Participação Especial Das  New York Voices E De  Claudio Roditi Manchester Craftmen’s Guild Mcgj 1010
- 2002 Paquito D’rivera/The Clarinetist Universal Records 160523
- 2002 The Best Of Paquito D’rivera Legacy/Sony Records International Sicp 5044 Compilação
- 2002 The American Saxophone Quartet Com Paquito D’rivera The Commission Project (Paquito D’rivera/Franco D’rivera) Sons Of Sound
- 2004 Riberas/Paquito D’rivera Cuarteto De Cuerdas Buenos Aires Epsamusic 0500-02
- 2004 Paquito D'rivera The Jazz Chamber Trio Com Mark Summer, Cello And Alon Yavnai, Piano Chesky Records Jd293
- 2004 Paquito D'rivera The Jazz Chamber Trio Com Mark Summer, Cello And Alon Yavnai, Piano Chesky Records Jd293
- 2005 Amazon River - Hendrik Meurkens Blue Toucan Music D’rivera Participa Como Artista Convidado  Em “Língua De Mosquito” E “The Peach”
- 2006 Música Para Los Amigos/ Paquito Para Los Amigos Sony/ Bmg 828768*19032 Compilação
- 2006 Caribbean Jazz Project/ Mosaic Concord Music Group, Inc. Ccd 30033-2 D’rivera Participa Como Artista Convidado  Em Várias Faixas